# Longone Sabino
Longone Sabino là một đô thị ở tỉnh Rieti trong vùng Latium, có khoảng cách khoảng 60 km về phía đông bắc của Roma và cách khoảng 15 km southvề phía đông của Rieti. Tại thời điểm ngày 31 tháng 12 năm 2004, đô thị này có dân số 695 người và diện tích là 34,1 km².
Longone Sabino giáp các đô thị: Ascrea, Belmonte in Sabina, Cittaducale, Concerviano, Petrella Salto, Rieti, Rocca Sinibalda.